# Santos
Santos, amtlich portugiesisch Município da Estância Balneária de Santos, ist die bedeutendste Hafenstadt Lateinamerikas. Sie liegt an der Küste des brasilianischen Bundesstaates São Paulo. Die Stadt ist der Verwaltungssitz der Metropolregion Baixada Santista und ist an jedem 13. Juni des Jahres auch für einen Tag die symbolische Hauptstadt des Bundesstaates. Zudem hat Santos den offiziellen Status eines Badekurortes, einer Estância Balneária. Santos hatte 2010 407.506 Einwohner auf einer Fläche von 280 km², was einer Bevölkerungsdichte von 1455 Personen pro Quadratkilometer entspricht. Im Jahr 2021 lebten schätzungsweise 433.991 Menschen in Santos. Knapp 40 km² der Stadt, inklusive des Stadtzentrums, liegen auf der Insel São Vicente, die sie sich mit dem Munizip São Vicente teilt.
Der Hafen von Santos ist bezogen auf den Güterumschlag der größte Hafen Lateinamerikas.

## Hafen
Der Hafen von Santos ist der größte Seehafen Brasiliens. Ca. 40 % des gesamten See-Ladungsverkehrs Brasiliens laufen über diesen Hafen. Unter anderem ist dieser Hafen der größte Containerhafen des südamerikanischen Kontinents. Es gibt eine Reihe privater Containerterminal-Betreiber. Neben den Terminals der brasilianischen Firmen SBSA Santos Brasil, Libra, Alemoa und Rodrimar gibt es verschiedene neue Containerterminals, wie BTP Brasil Terminal Portuário und andere, die mit Kapital internationaler Logistikkonzerne gebaut und betrieben werden. Es gibt außerdem verschiedene Anlagen zur Verladung spezieller Güter wie Fruchtsaftkonzentrat, Soja-Getreide, Erdöl und anderer Produkte. Der Hafenumschlag wurde Ende der 1990er Jahre privatisiert und heute hat die ehemalige staatliche Betreibergesellschaft CODESP (Companhia de Docas do Estado S.Paulo) als Hafenbehörde nur noch die Oberaufsicht.

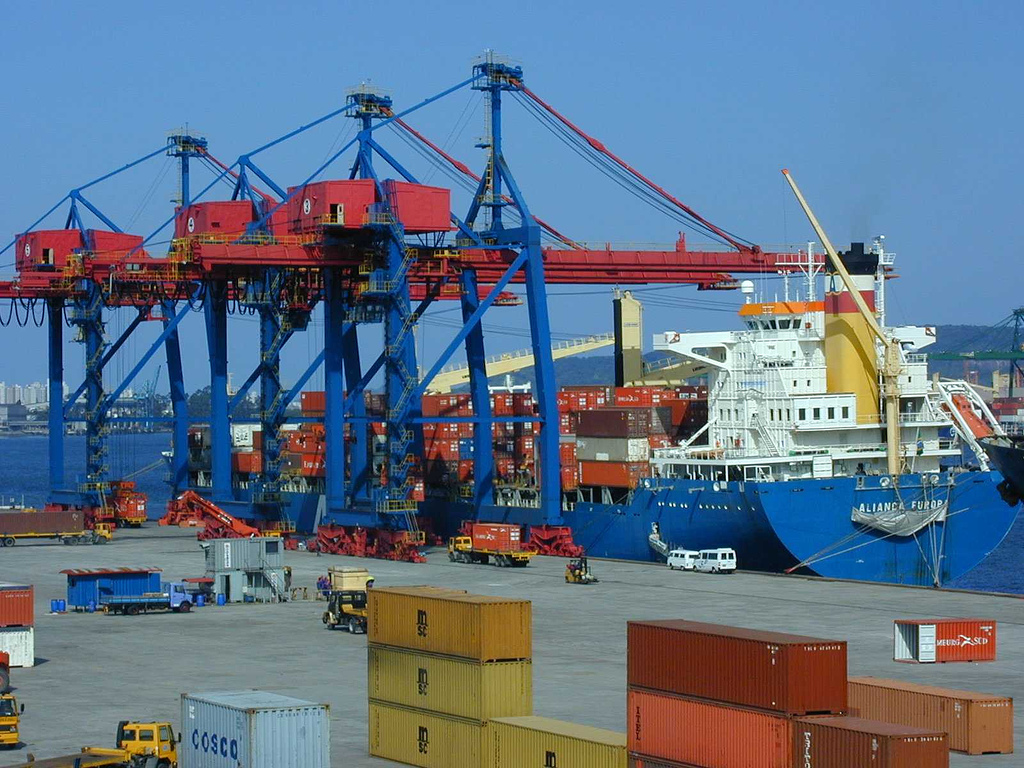
TECON Santos ist der größte Containerterminal Südamerikas
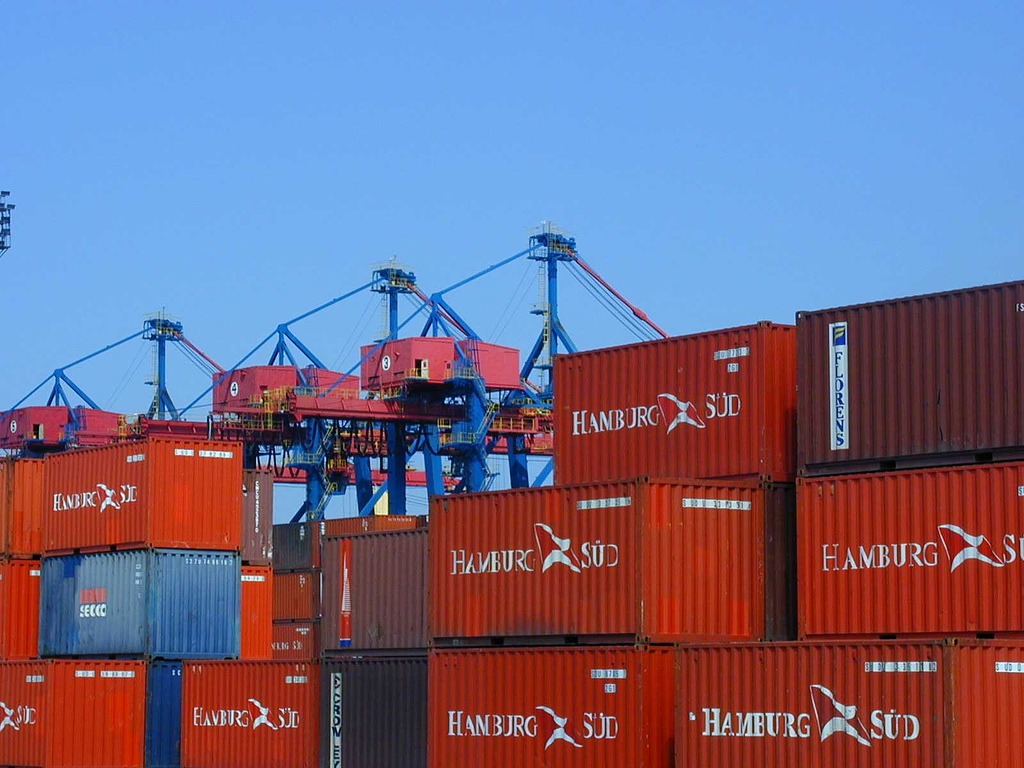
Container der Hamburg-Süd auf dem TECON Containerterminal

## Klima
Das Klima von Santos ist tropisch, im Allgemeinen ist es im Sommer heißer und regnerischer als im Winter. Beide Jahreszeiten weisen aber oft starke Temperaturschwankungen auf. Jedoch werden im Winter die Nächte nur äußerst selten kälter als 10 °C.
Die höchste Temperatur wurde im September 1997 mit 41 °C gemessen. Am 2. August 1955 wurde die niedrigste Temperatur mit 4,3 °C registriert. Angeblich soll es an jenem Tag in der Umgebung von Santos sogar zu Frösten gekommen sein, aber es existieren keine offiziellen Aufzeichnungen, die das bestätigen.

## Religion
Santos ist Sitz des römisch-katholischen Bistums Santos.

## Sehenswürdigkeiten
- Das Kaffeemuseum im Gebäude der ehemaligen Kaffeebörse (Bolsa Official de Café) im Stadtzentrum bietet einen Überblick über die Geschichte der Stadt und des Kaffeeanbaus in der Region.
- Der Berg Monte Serrat ermöglicht es Besuchern, einen Blick auf die Insel zu werfen, auf der sich der wichtigste Stadtteil von Santos befindet. Es gibt zwei Möglichkeiten, um den Berggipfel zu erreichen: entweder 415 Treppenstufen nach oben zu steigen oder die Standseilbahn benutzen. Auf dem Gipfel befindet sich die Kirche Nossa Senhora do Monte Serrat, das ehemalige Kasino und eine kleine Kantine.
- Das Stadt-Aquarium ist in Brasilien sehr berühmt und verfügt über mehr als 70 Fischarten. Es wurde 1945 gegründet und im Jahr 2010 erweitert, was zu Verbesserungen für die Besucher und die Tiere führte. Es befindet sich an der Strand-Allee Avenida Bartolomeu de Gusmão/Praça Vereador Luiz La Scalla.

Baufehler des Baubooms der 1940er bis 1970er Jahre führten zu einer neuen Attraktion durch eine schiefe Wolkenkratzer-Skyline. Etwa 90 Gebäude wurden ohne ausreichendes Fundament auf frühere Mangrovengrundstücke mit einem etwa sieben Meter tiefen Sandboden und darunterliegendem etwa 30 bis 40 Meter tiefem Lehmboden gesetzt, der einer bodenmechanischen Konsolidation ausgesetzt ist. Bei etwa 5 Grad Neigung sehen die Gebäude vom Strand entsprechend schräg aus.

## Sport
Die Stadt ist die Heimat des zweifachen Fußball-Weltpokalsiegers FC Santos. Das Vereinsmuseum, das sich im meist Vila Belmiro genannten Urbano-Caldeira-Stadion befindet, besitzt viele Erinnerungsstücke, die insbesondere aus der Glanzzeit des Vereins mit seinem Starspieler Pelé stammen.
Seit 2011 wird in der Stadt das Tennisturnier ATP Challenger Santos ausgerichtet.

## Städtepartnerschaften
| - Ansião (seit 1996) - Arouca (seit 2001) - Colón (seit 2006) - Coimbra (seit 1980) - Constanța (seit 2001) - Funchal (seit 1988) - Havanna (seit 1995) | - Nagasaki (seit 1972) - Ningbo (seit 2000) - Shimonoseki (seit 1971) - Taizhou (seit 1995) - Triest (seit 1978) - Ulsan (seit 2002) - Ushuaia (seit 1994) |

Quelle:

## Söhne und Töchter der Stadt
- Bartolomeu de Gusmão (1685–1724), jesuitischer Naturwissenschaftler und Erfinder
- José Bonifácio de Andrada e Silva (1763–1838), Mineraloge, Politiker und Freimaurer
- Adolpho Millon Júnior (1895–1929), Fußballspieler
- Osvaldo Moles (1913–1967), Autor, Hörfunkmoderator, Dramaturg und Journalist
- Gilberto Mendes (1922–2016), Komponist
- Luís Alonso Pérez (1922–1972), Fußballtrainer
- Alberto Testa (1927–2009), italienischer Komponist, Sänger und Liedtexter
- Gilmar (1930–2013), Fußballtorwart
- Paulo César Araújo (1934–1991), Fußballspieler
- Nené (1942–2016), Fußballspieler und -trainer
- Joel Camargo (1946–2014), Fußballspieler
- Alexandre de Carvalho Kaneko (1946–2017), Fußballspieler und Unternehmer
- Marco Antônio Feliciano (* 1951), Fußballspieler
- Mirian Goldenberg (* 1957), Sozialanthropologin und Hochschullehrerin
- Djan Madruga (* 1958), Schwimmer
- Djalminha (* 1970), Fußballspieler
- Valberto Amorim dos Santos (* 1973), Fußballspieler
- Cláudio Castro (* 1979), Politiker
- Wellington Katzor de Oliveira (* 1981), Fußballspieler
- Juliana Felisberta da Silva (* 1983), Beachvolleyballspielerin
- Diego Ares (* 1986), Radrennfahrer
- Léo Baptistão (* 1992), Fußballspieler
- Caíque Freitas Ribeiro (* 1993), Fußballspieler
- Emerson Palmieri (* 1994), Fußballspieler
- Kathellen Sousa (* 1996), Fußballspielerin
- Dennis de Sousa Oelsner (* 1996), Fußballspieler
- Caio Henrique (* 1997), Fußballspieler
- Derick Fernando da Silva (* 2002), Fußballspieler

## Zur Baixada Santista
| Gemeinden der Metropolregion Baixada Santista | Gemeinden der Metropolregion Baixada Santista | Gemeinden der Metropolregion Baixada Santista |
| --------------------------------------------- | --------------------------------------------- | --------------------------------------------- |
| - Bertioga - Cubatão - Guarujá                | - Itanhaém - Mongaguá - Peruíbe               | - Praia Grande - Santos - São Vicente         |